# همفري ديفيز
همفري تيمن ديفيز هو مترجم للأدب العربي إلى الإنكليزية، أقام في القاهرة.

## آثاره
من الأعمال التي ترجمها:
- «كفاح طيبة» لنجيب محفوظ.
- «عمارة يعقوبيان» و«نيران صديقة» لعلاء الأسواني.
- «متون الأهرام» لجمال الغيطاني.
- «واحة الغروب» لبهاء طاهر.
- «فوضى الحواس» لأحلام مستغانمي.
- «بوابة الشمس» لإلياس خوري.[4]

## الجوائز
- جائزة بانيبال في نسختها الأولى سنة 2006 (عن ترجمته لرواية «بوابة الشمس» لإلياس خوري).